# 텍사스의 교통
텍사스 교통부(TxDOT)는 정부 기관으로, 주 전역에 "사람과 상품의 안전하고 효과적이며 효율적인 이동을 제공하는 것"이 목적이다.기관의 공공 얼굴은 일반적으로 주의 거대한 고속도로 시스템의 유지와 관련이 있지만, 해당 기관은 주의 항공과 대중 교통 시스템의 감독도 담당한다.

## 고속도로

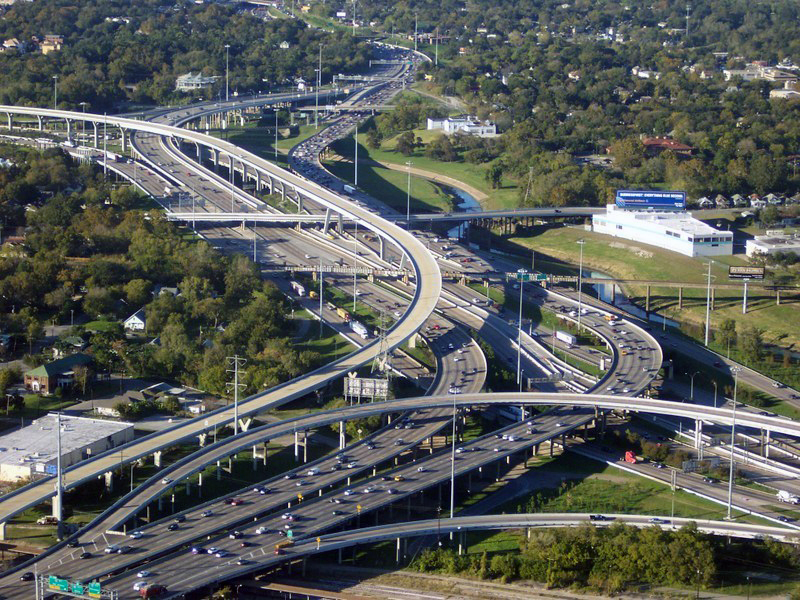
휴스턴의 I-10 및 I-45 교차 도로

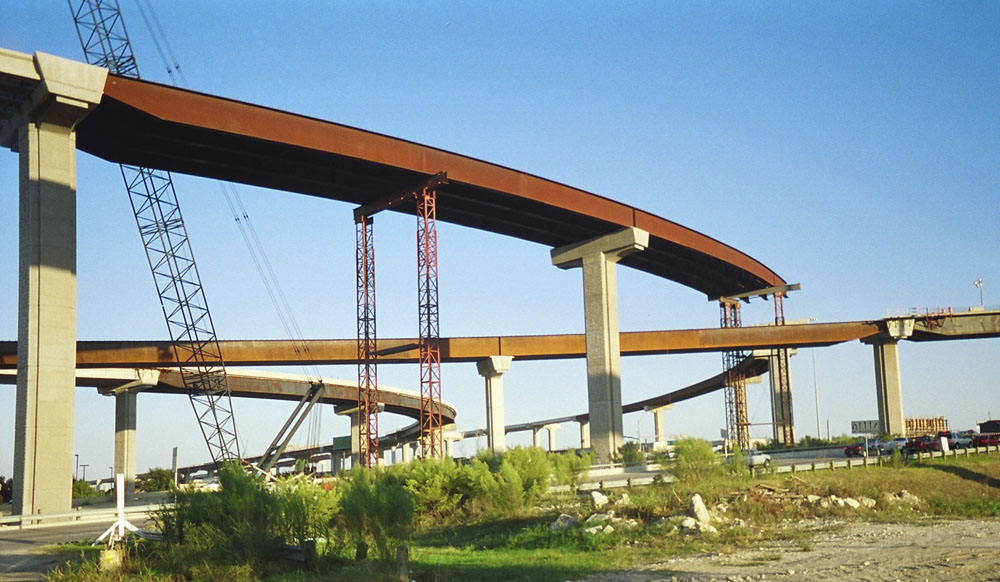
주 고속도로 45번 도로, 중부 텍사스 주의 여러 유료 도로 중 첫 번째 도로, 건설 중

텍사스 고속도로는 1948년 휴스턴 걸프 프리웨이의 수 마일 연장으로 시작된 이래로 많은 여행을 해왔으며, 종종 지속적인 성장의 요구를 충족시키기 위해 건설 중에 있다. 2005년 현재 텍사스에는 79,535마일의 공공 고속도로가 있다 (1984년 7만1천 마일에 비해 증가). 텍사스 교통부(TxDOT) 계획자들은 주로 밴과 카풀을 위한 고점용 차량(HOV) 차선을 통해 러시아워 혼잡을 줄이는 방안을 모색해왔다. 휴스턴에서 처음 도입된 혁신 기술인 '텍사스 T'는 주로 중앙 차선인 HOV 차선 내 차량이 환승센터로 직접 빠져나가거나 고속도로로 진입해 다차선을 넘지 않고 HOV 차선으로 바로 진입할 수 있도록 하는 램프 디자인이다. 고속도로로의 차량 추가를 규제하는 시간제 고속도로 진입로도 일반적이다. 휴스턴과 샌안토니오는 교통을 감시하고 연구하기 위해 환승 통제 센터에 연결된 광범위한 고속도로 카메라 네트워크를 가지고 있다.
텍사스 고속도로의 특징 중 하나는 최전방 도로(서비스 도로, 공급 도로, 접근 도로라고도 한다)이다. 텍사스는 가장 외진 지역에서도 고속도로를 따라 프런티지/액세스 도로를 광범위하게 건설하는 유일한 주이다.프런티지 도로 - 프런티지 도로란 무엇이며 왜 텍사스는 그렇게 많은가? 프런티지 도로는 주유소나 소매점과 같은 사업체로부터 고속도로로 진입할 수 있으며, 그 반대의 경우도 마찬가지다. 대부분의 고속도로와 함께 최전방 도로와 함께 고속도로와 평행하게 각 방향으로 2~4개 차로가 있어 개별 도시 거리로 쉽게 진입할 수 있다. TxDOT 정책 변경으로 인해 현재 새로운 고속도로의 프런티지 도로 건설이 제한되고 있지만, 기존 프런티지는 그대로 유지될 것이다. 새로운 조경 프로젝트와 오랫동안 새로운 광고판에 대한 금지는 휴스턴이 편의성의 잠재적인 부작용을 통제하기 위해 노력한 방법이다.
텍사스 고가도로 주변에서 흔히 볼 수 있는 또 다른 특징은 텍사스 유턴으로 일방통행 프런티지 도로의 한 쪽에서 U턴으로 이동하는 차량이 신호등에 의해 정지되거나 등급에서 고속도로 교통량을 건너지 않고 반대쪽 프런티지 도로(일반적으로 고속도로나 고속도로를 넘거나 넘어가는 것)로 진입할 수 있는 차선이다.
시골 2차선 도로, 농촌 분단 고속도로 및 인터스테이트, 도시 간선도로 등 대부분의 도로에는 시속 121km(75mph)의 속도제한이 붙어 있지만, 일부 농촌의 고속도로와 인터스테이트에는 시속 129km/h의 속도제한이 80mph(80mph)에 달하고, 텍사스주 고속도로 130의 1개 유료도로는 미국 최고인 시속 137km/h의 속도제한이 있다.

### 교통안전 고려사항
텍사스와 캘리포니아는 인접한 미국에서 가장 큰 두 주와 비슷하다. 이것은 그 나라들이 다른 주들보다 더 높은 교통 사망자를 경험하게 만든다.
2007년까지 텍사스보다 캘리포니아에서 교통사고 사망자가 더 많았다. 2017년 이후 캘리포니아보다 텍사스에서 사망자가 더 많다.
동시에, 이동 거리 및 인구별 사망률은 미국보다 텍사스에서 더 심각하다.

텍사스 주의 사망자  수                                            /                                             텍사스 주의 구역별 사망자 수

VMT에 의한 텍사스의 사망자 수                                 /                                                  텍사스의 인구별 사망자 수
출처: https://cdan.nhtsa.gov/SASStoredProcess/guest
(Eurostat/CARE를 프랑스 및 독일과 비교)

## 공항

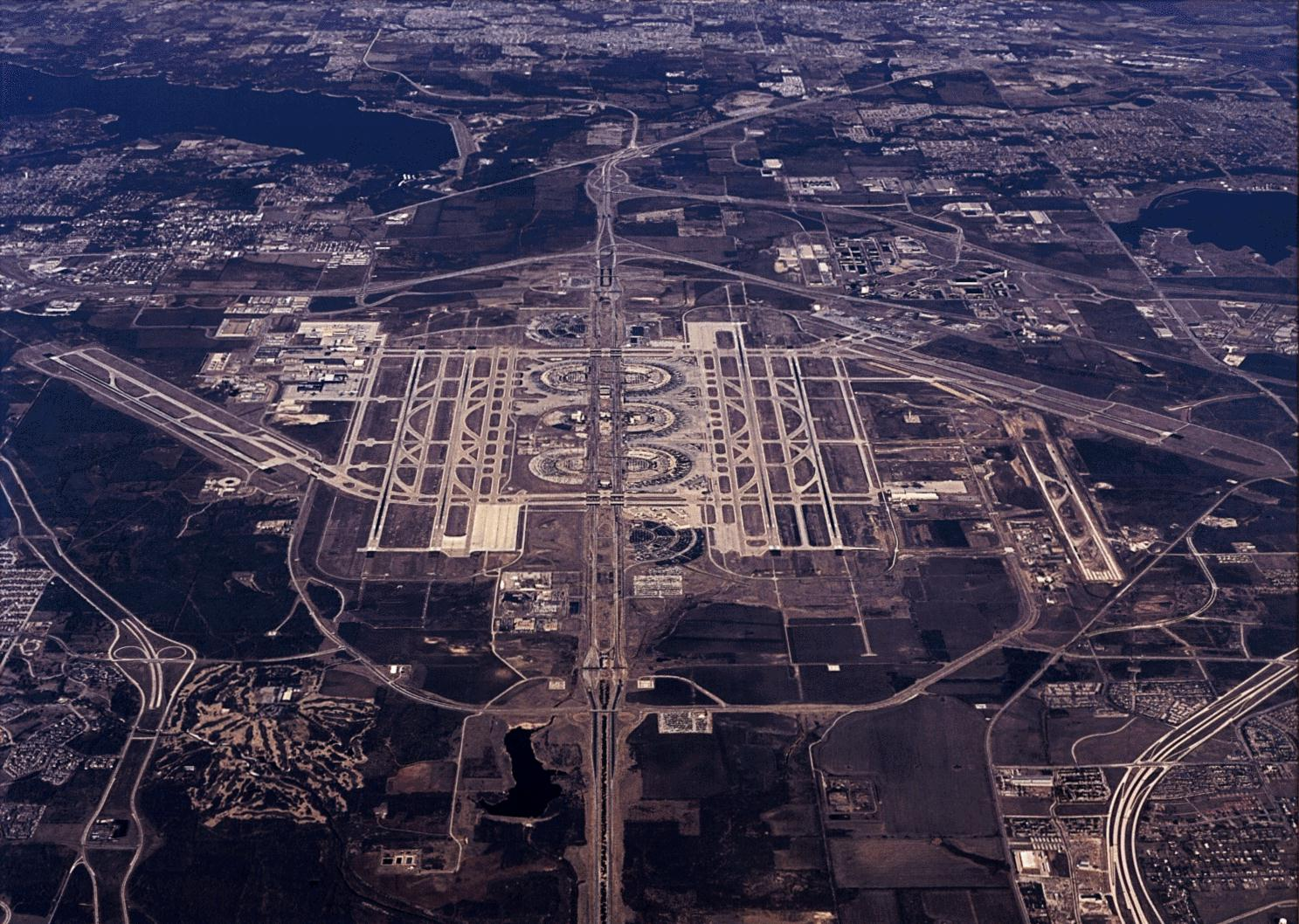
Dallas-Fort Worth International Airport

댈러스 시내와 포트워스 시내에서 거의 같은 거리에 위치한 댈러스-포트워스 국제공항(DFW)은 주 내에서 가장 큰 공항으로 미국에서 두 번째로 크고 세계에서 네 번째로 크다. 공항은 아메리칸 항공의 본부다.
텍사스에서 두 번째로 큰 항공 시설은 휴스턴의 조지 부시 인터콘티넨탈 공항(IAH)이다. 이 공항은 전체 승객에게 미국에서 10번째로 붐비는 공항이며, 전세계에서 19번째로 붐비는 공항이다. 이 공항은 유나이티드 항공의 가장 큰 허브로 하루 600회 이상의 출발이 가능하다. 텍사스 내의 많은 도시들뿐만 아니라 국제적인 목적지들도 이 공항에서 직접 제공된다. 멕시코에 30개의 목적지가 있는 IAH는 다른 어떤 미국 공항보다 더 많은 멕시코 목적지에 서비스를 제공한다. IAH는 현재 국내·국제 공항(221개 목적지) 중 2위를 차지해 250개 목적지 애틀랜타 하츠필드에 이어 2위를 달리고 있다.
미국 최대 국내 항공사 사우스웨스트항공이 댈러스 러브필드에서 운항을 시작했다. 그리고 여전히 텍사스주 댈러스에 본사를 두고 있다. 연간 국내선 승객 수로 따지면 미국에서 가장 큰 항공사, 기내 승객 수로 따지면 지구상에서 두 번째로 큰 항공사다.
항공사가 서비스하는 다른 공항으로는 댈러스 러브필드, 휴스턴 호비 공항, 샌안토니오 국제공항, 오스틴-버그스트롬 국제공항, 엘 파소 국제공항, 러벅 국제공항, 미드랜드 국제공항, 브라운스빌/사우스 파드레아일랜드 국제공항, 밸리 국제 공항 등이 있다.TX, 할링겐의 l 공항

## 철도

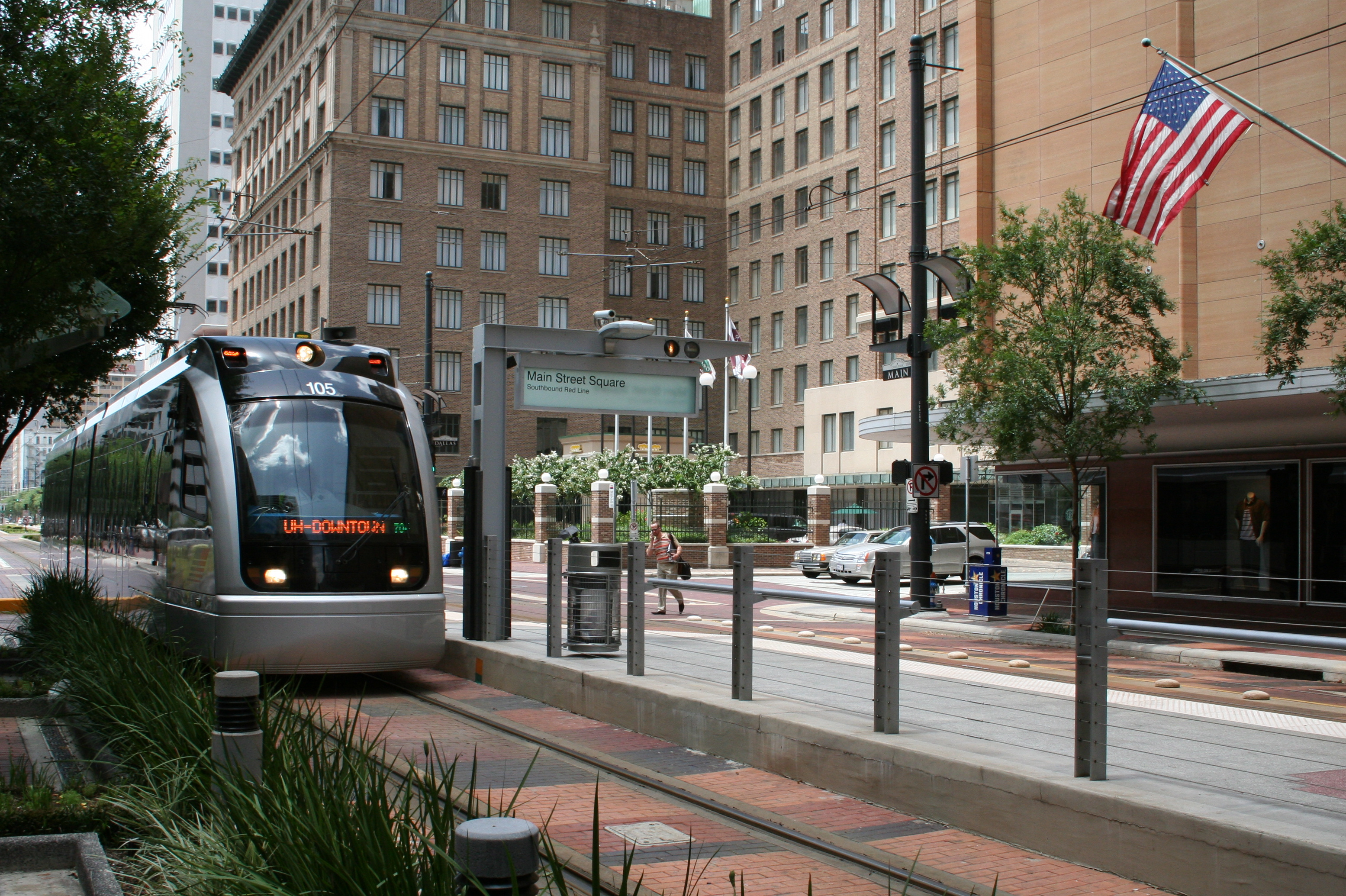
휴스턴의 메트로레일

주 카우보이 전설의 일부는 가축이 텍사스에서 캔자스의 철도로 옮겨진 소몰이에 기반을 두고 있다. 1872년에 완공된 텍사스 최초의 철도인 미주리-캔자스-텍사스 철도는 이러한 드라이브의 필요성을 줄였다. 철도의 이익에 대한 욕구가 워낙 강해서 댈러스 사람들은 계획대로 코르시카나가 아닌 휴스턴과 중부 텍사스 철도가 그 위치를 통해 노선을 이동하는 데 5천 달러를 지불했다. 1911년부터 텍사스는 철도의 길이로 나라를 이끌어 왔다. 텍사스 철도의 주행 거리는 1932년 1만7078마일(2만7484km)으로 정점을 찍었으나 이후 2000년 1만4006마일(2만240km)으로 줄었다.주정부의 가장 오래된 규제 기관인 텍사스 철도 위원회는 원래 철도를 규제했지만, 2005년에 주 정부는 TxDOT에 이러한 의무를 이양했다.

### 여객철도

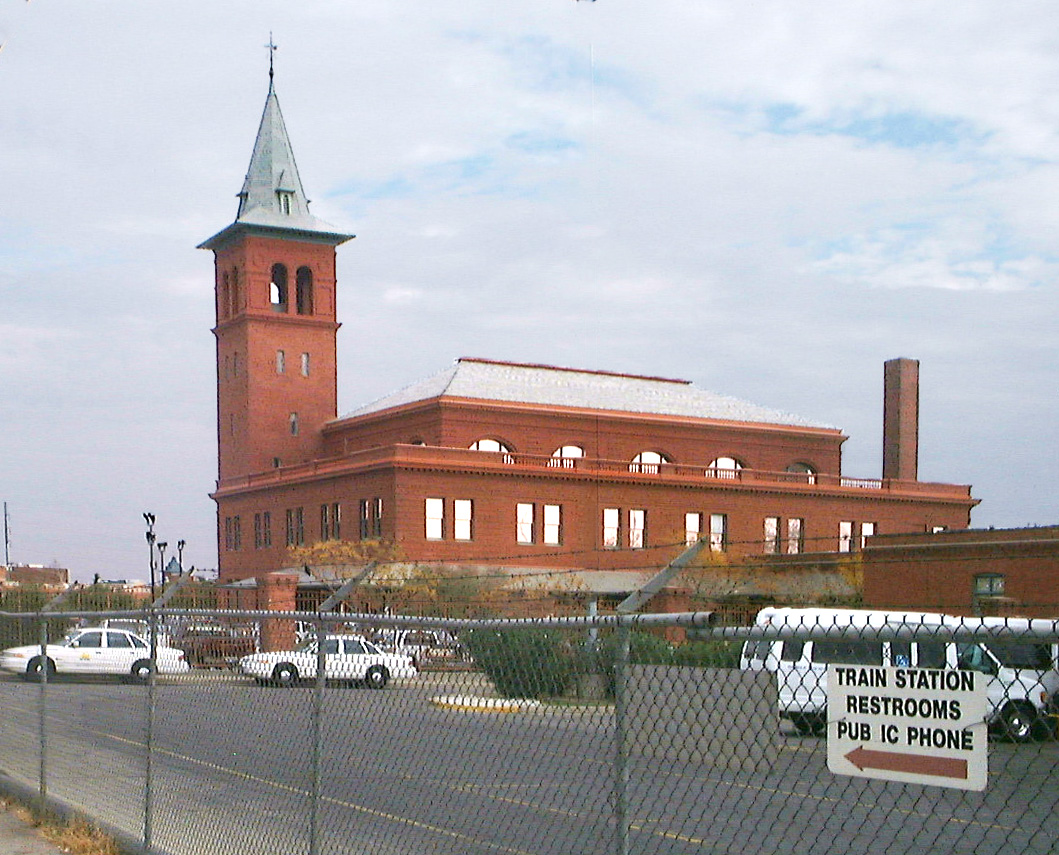
서부행 선셋 유한회사 텍사스 역 엘 파소

텍사스의 여객철도 서비스는 현재 네트워크 관점(노선 3개만 있음)과 주파수 관점(일별 또는 주 3회 서비스만 있음)에서 극도로 제한되어 있으며, 선진국에서는 확실히 표준 이하의 것으로 간주된다.
현재 3대의 암트랙 열차는 텍사스를 운행하고 있다.
미국 일리노이주 시카고와 샌안토니오를 잇는 일간 텍사스 이글은 일주일에 세 번, 자동차를 통해 로스앤젤레스로 가는 차편을 이용했다. 이 열차가 운행하는 텍사스 역은 마샬, 롱뷰, 마이놀라, 댈러스, 포트워스, 클레번, 맥그리거, 템플, 테일러, 오스틴, 산마르코스, 샌안토니오 등이며, 이 역은 선셋 리미티드(Sunsil Limited)에 자동차가 결합되어 있다.
루이지애나주 뉴올리언스와 캘리포니아주 로스엔젤레스를 잇는 3주짜리 선셋 유한회사 텍사스 역은 휴스턴의 보몽과 샌안토니오까지 190마일을 쉬지 않고 운행하고 있으며, 샌안토니오는 텍사스 이글의 스루카들이 연결되어 있다. 더 서쪽으로, 텍사스의 다음 지역들이 제공된다. 델 리오, 샌더슨, 알파인, 엘파소.
포트워스(텍사스 이글과 연결되는 곳)에서 오클라호마주 오클라호마 시티(텍사스 스테이션)까지 매일 운행하는 하트랜드 플라이어: 포트 워스와 게인즈빌.

## 대중 교통

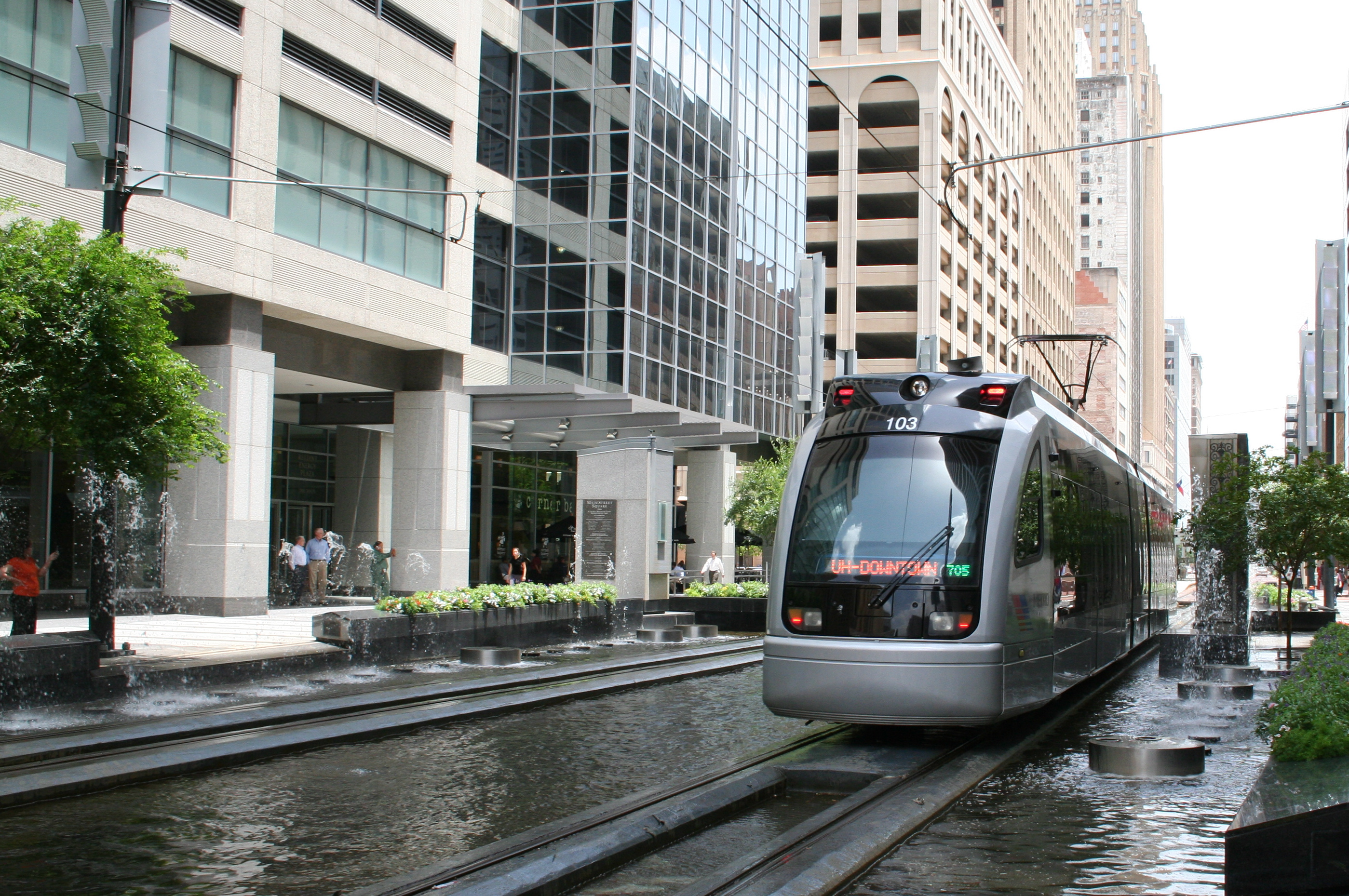
휴스턴 시내의 메트로레일

댈러스-포트워스 메트로플렉스에는 댈러스 지역 래피드 트랜짓(DART), 덴튼 카운티 교통청(DCTA), 트리니티 메트로(Triinity Metroplex 1983~2018년 포트워스 교통청) 등 3개 대운수 대행사가 있다. DART는 댈러스 카운티를 중심으로 13개 자치구에 버스, 철도, HOV 차선을 제공하는 대중교통 기관으로 일부는 콜린 카운티와 덴튼 카운티로 확장된다. DART는 1996년 미국 남서부에서 최초로 경전철 시스템을 운영하기 시작했으며, 2010년대를 통해 주변 카운티로 확장되었다. 다트는 2004년 METRORAIL이 휴스턴에서 개통될 때까지 텍사스의 유일한 경전철 시스템을 유지했다. 1996년 서비스를 시작한 이후 DART와 트리니티 메트로는 2001년부터 댈러스 시내와 포트워스 시내를 연결하는 트리니티 철도고속(TRE) 통근철도를 공동 운영해 왔다. 트리니티 메트로는 2001년 텍사스주 의회가 창설하고 2002년 덴턴 카운티 유권자들이 승인한 버스 및 철도 서비스 DCTA를 제공하여 TRE와 TEXRail을 포함한 버스 및 통근 철도 서비스를 제공한다. DCTA는 덴튼, 루이스빌, 하이랜드 빌리지 등 3개 회원 도시를 거쳐 덴튼 카운티에 버스와 A열차 통근철도 서비스를 제공한다. 알링턴 시는 2017년 이후 승차공유 서비스를 이용하는 대신 대중교통 시스템이 운행하지 않는 미국 최대 도시로 남아 있다.
텍사스주 해리스 카운티(METRO)의 메트로폴리탄 교통국(Metro)은 휴스턴을 포함하는 해리스 카운티에서 버스, 리프트 버스, 경전철, 버스 고속 환승 서비스를 운영하고 있다. METRO는 또한 포트 벤드 카운티의 두 도시로 가는 버스 서비스를 운영하고 있다. 메트로사는 2004년 1월 1일 휴스턴에서 경전철 서비스(METRORail)를 운영하기 시작했다. 현재 이 트랙은 휴스턴 시내에서 텍사스 메디컬 센터와 리액턴트 파크까지 13km에 불과할 정도로 다소 짧다. 그러나, 2013년에 완공된 경전철 시스템의 30마일을 연장하는 공사가 2008년에 시작되었다.
비아 메트로폴리탄 트랜짓(VIA for short)은 샌안토니오 지역에서 버스 운행을 하고 있다. VIA는 2012년까지 이 지역에 고속버스 서비스를 추가할 예정이다.
수도교통청(Capital Metro)은 오스틴 시 전역으로 버스 운행을 하고 있으며, 캐피털 메트로 레일 통근철도 노선도 운영하고 있다.
브라운스빌 어반 시스템은 텍사스 브라운스빌 시 전역에서 버스 서비스를 운영하고 있다.

## 항구
1,000개 이상의 항구가 1,000마일(1,600km)이 넘는 해협을 가지고 텍사스 해안에 있다. 항구는 거의 백만 명의 인구를 고용하고 있으며, 취급량은 평균 3억1,700만톤이다. 텍사스 항구는 미국 대서양 연안의 나머지 해안과 연결된다. 1900년 미국 역사상 가장 치명적인 허리케인이 오기 전까지 이 주의 주요 항구는 갤버스턴이었다. 휴스턴 항은 갤버스턴 항을 대체했으며 현재 미국에서 외국 톤수로는 가장 붐비는 항구로 전체 톤수로는 2위, 전세계 톤수로는 10위다.휴스턴 선박 채널은 현재 너비 530피트(160m) x 깊이 45피트(14m) x 길이 50마일(80km)이며 계속 확장되고 있다.

## 트랜스 텍사스 코리더
2011년 공식적으로 취소된 TTC(Trans-Texas Corridor, TTC)는 유료도로, 레일 및 유틸리티 회선의 병렬 링크를 운반하기 위해 폭 1,200피트(370m)의 슈퍼코리더를 4,000마일(6,000km)로 구성했다. 유료도로 부분은 두 개의 별도 요소로 나뉘었을 것이다: 트럭 차선과 승용차용 차선이다. 마찬가지로 복도의 철도는 화물열차, 통근열차, 고속열차로 구분했을 것이다. 텍사스 교통부는 복도 내에 "전기, 천연가스, 석유, 광섬유 회선 및 기타 통신 서비스에 대한 통행료 징수"를 목적으로 했다.